# Sun Bowl
Le Sun Bowl est un match annuel d'après saison de football américain de niveau universitaire dont la première édition eut lieu en 1936. Il est à ce titre (à égalité avec le Sugar Bowl et l'Orange Bowl) le second plus ancien bowl organisé dans le pays puisque c'est le Rose Bowl organisé depuis 1902 qui détient le record d'ancienneté.

## Histoire
Le match se déroule actuellement le 31 décembre au Sun Bowl Stadium dans le campus de l'Université du Texas à El Paso, Texas. Les trois premières éditions se sont jouées au High School Stadium (1935–1937), ensuite au Kidd Field jusqu'au déménagement définitif au Sun Bowl Stadium en 1963.
Il est joué soit le 1er ou le 2 janvier pendant les 24 premières années. Depuis, le match se déroule en décembre et pour ce qui est des 15 dernières éditions, joué le 31 ou à la date la plus proche du 31 décembre (à une exception près en 1977 lorsqu'il fut joué le 2 janvier),
Le nom actuel du bowl est, depuis 2019, Tony the Tiger Sun Bowl, après que la société Kellogg's ait acheté les droits à la société Hyundai (filiale américaine de Hyundai Motor Company). Kellog's est le cinquième sponsor du nom du bowl après Hyundai, Helen of Troy (à travers sa branche Vitalis and Brut), Norwest/Wells Fargo et John Hancock Insurance (John Hancock Bowl).
Dans les première années, le Sun Bowl mettait en présence le champion de la Border Conférence et une équipe choisie "at-large". À partir de 2013, il met et mettra en présence une équipe de la Pac-12 (la quatrième éligible si équipe(s) éventuellement qualifiée(s) pour un bowl majeur) et une équipe de l'ACC (soit le vice-champion soit la 3°m choix si une ou deux équipes sont éligibles pour un bowl majeur). Avec l'actuel contrat, l'ACC est certaine d'y faire représenter une équipe pour au moins les 4 prochaines saisons.
Le contrat du Sun Bowl avec CBS Sports perdure depuis 1968 (le plus long contrat continu existant avec un des réseaux majeurs de télévision). C'est un des deux matchs universitaires diffusé par cette chaîne qui n'inclut pas une équipe de la SEC, l'autre match étant Army-Navy. Il est aussi un des deux bowl qui n'est pas diffusé par le réseau des chaines ESPN (ESPN, ESPN2, ESPNU, ABC), l'autre bowl étant le Cotton Bowl diffusé par la FOX. Le contrat avec CBS fut renouvelé en janvier 2010 et perdurera jusqu'au bowl de 2013 inclus.
Le coup d'envoi du match a traditionnellement lieu à midi heure locale.
Le show de la mi-temps sponsorisé par la société Helen of Troy fut l'occasion d'admirer des artistes tels que Los Lonely Boys, The Village People, Baby Bash, David Archuleta, Rihanna, and Diamond Rio.
Le match de 1992 vit la dernière apparition de Grant Teaff en tant que coach principal de Baylor. Il fut nommé ensuite au College Football Hall of Fame et devint même directeur exécutif de l'American Football Coaches Association (AFCA).
Lors du match de 1940 entre Arizona State Sun Devils et Catholic University Cardinal, le record du plus petit nombre de points inscrits par deux équipes fut établi, le score final étant de 0 à 0.
Le 1er décembre 2020, l'édition 2020 est annulée à la suite de la pandémie de Covid-19 aux États-Unis
Le 26 décembre 2021, l'équipe des Hurricanes de Miami annonce qu'elle ne sera pas apte à jouer le match prévu le 31 décembre 2021, à nouveau à la suite de la pandémie de Covid-19. Les organisateurs tentent alors de trouver une équipe disposée à rencontrer les Cougars de Washington State.

## Anciens logos
Voici les divers logos du Sun Bowl du plus ancien au plus récent (à l'exception de celui actuellement en cours d'utilisation)

Sans sponsor.
Sponsor : John Hancock (1987–1993).
Sponsor : Norwest (1996–1998).
Sponsor : Wells Fargo (1999–2003).
Sponsor : Helen of Troy Limited via sa filière Vitalis (2004-2005).

Sponsor : Helen of Troy Limited via sa filière Brut brands (2006-2009).
Logo 2008 du 75e Sun Bowl.
Sponsor : Hyundai (2010 à 2018).

## Palmares
M.à.j. le 31 décembre 2022
| Dates            | Gagnants                                   | Scores                       | Perdants                                | Assistances                  |                              |
| ---------------- | ------------------------------------------ | ---------------------------- | --------------------------------------- | ---------------------------- | ---------------------------- |
| 1er janvier 1935 | El Paso All-Stars                          | 25-21                        | Ranger College (Texas)                  | 3 000                        |                              |
| 1er janvier 1936 | Hardin-Simmons University Cowboys          | 14-14                        | Aggies de New Mexico State              | 11 000                       |                              |
| 1er janvier 1937 | Hardin-Simmons University Cowboys          | 34-06                        | Miners de l'UTEP                        | 10 000                       |                              |
| 1er janvier 1938 | Mountaineers de la Virginie-Occidentale    | 70-06                        | Red Raiders de Texas Tech               | 12 000                       |                              |
| 2 janvier 1939   | Utes de l'Utah                             | 26-0                         | New Mexico Lobos                        | 13 000                       |                              |
| 1er janvier 1940 | Sun Devils d'Arizona State                 | 00-0                         | Cardinals University Catholic           | 12 000                       |                              |
| 1er janvier 1941 | Université Case Western Reserve            | 26-13                        | Sun Devils d'Arizona State              | 14 000                       |                              |
| 1er janvier 1942 | Golden Hurricane de Tulsa                  | 06-0                         | Red Raiders de Texas Tech               | 14 000                       |                              |
| 1er janvier 1943 | Second Air Force Bombers                   | 13-07                        | Hardin-Simmons University Cowboys       | 16 000                       |                              |
| 1er janvier 1944 | Southwestern Pirates University            | 07-0                         | Lobos du Nouveau-Mexique                | 18 000                       |                              |
| 1er janvier 1945 | Southwestern Pirates University            | 35-0                         | Club Universidad Nacional               | 13 000                       |                              |
| 1er janvier 1946 | Lobos du Nouveau-Mexique                   | 34-24                        | Pioneers de Denver                      | 15 000                       |                              |
| 1er janvier 1947 | Bearcats de Cincinnati                     | 18-06                        | Hokies de Virginia Tech                 | 10 000                       |                              |
| 1er janvier 1948 | Redhawks de Miami                          | 13-12                        | Red Raiders de Texas Tech               | 18 000                       |                              |
| 1er janvier 1949 | Mountaineers de la Virginie-Occidentale    | 21-12                        | Miners de l'UTEP                        | 13 000                       |                              |
| 2 janvier 1950   | Miners de l'UTEP                           | 33-20                        | Hoyas de Georgetown                     | 15 000                       |                              |
| 1er janvier 1951 | Buffaloes West Texas State University      | 14-13                        | Bearcats de Cincinnati                  | 16 000                       |                              |
| 1er janvier 1952 | Red Raiders de Texas Tech                  | 25-14                        | Pacific Tigers University               | 17 000                       |                              |
| 1er janvier 1953 | Pacific Tigers University                  | 26-07                        | Golden Eagles de Southern Miss          | 11 000                       |                              |
| 1er janvier 1954 | Miners de l'UTEP                           | 37-14                        | Golden Eagles de Southern Miss          | 9 500                        |                              |
| 1er janvier 1955 | Miners de l'UTEP                           | 47-20                        | Seminoles de Florida State              | 14 000                       |                              |
| 2 janvier 1956   | Cowboys du Wyoming                         | 21-14                        | Red Raiders de Texas Tech               | 14 500                       |                              |
| 1er janvier 1957 | Colonials de George Washington             | 13-0                         | Miners de l'UTEP                        | 13 500                       |                              |
| 1er janvier 1958 | Cardinals de Louisville                    | 34-20                        | Bulldogs de Drake                       | 12 000                       |                              |
| 31 décembre 1958 | Cowboys du Wyoming                         | 14-06                        | Hardin-Simmons University Cowboys       | 13 000                       |                              |
| 31 décembre 1959 | Aggies de New Mexico State                 | 28-08                        | Mean Green de North Texas               | 14 000                       |                              |
| 31 décembre 1960 | Aggies de New Mexico State                 | 20-13                        | Aggies d'Utah State                     | 16 000                       |                              |
| 30 décembre 1961 | Wildcats de Villanova                      | 17-09                        | Shockers de Wichita State               | 15 000                       |                              |
| 31 décembre 1962 | Buffaloes West Texas State University      | 15-14                        | Bobcats de l'Ohio                       | 16 000                       |                              |
| 31 décembre 1963 | Ducks de l'Oregon                          | 21-14                        | Mustangs de SMU                         | 26 500                       |                              |
| 26 décembre 1964 | Bulldogs de la Géorgie                     | 07-0                         | Red Raiders de Texas Tech               | 28 500                       |                              |
| 31 décembre 1965 | Miners de l'UTEP                           | 13-02                        | Horned Frogs de TCU                     | 27 450                       |                              |
| 24 décembre 1966 | Cowboys du Wyoming                         | 28-20                        | Seminoles de Florida State              | 24 381                       |                              |
| 30 décembre 1967 | Miners de l'UTEP                           | 14-07                        | Rebels d'Ole Miss                       | 34 685                       |                              |
| 28 décembre 1968 | Tigers d'Auburn                            | 34-10                        | Wildcats de l'Arizona                   | 32 307                       |                              |
| 20 décembre 1969 | Cornhuskers du Nebraska                    | 45-06                        | Bulldogs de la Géorgie                  | 29 723                       |                              |
| 19 décembre 1970 | Yellow Jackets de Georgia Tech             | 17-09                        | Red Raiders de Texas Tech               | 30,512                       |                              |
| 18 décembre 1971 | Tigers de LSU                              | 33-15                        | Cyclones d'Iowa State                   | 33 503                       |                              |
| 30 décembre 1972 | Tar Heels de la Caroline du Nord           | 32-28                        | Red Raiders de Texas Tech               | 31 312                       |                              |
| 29 décembre 1973 | Tigers du Missouri                         | 34-17                        | Tigers d'Auburn                         | 30 127                       |                              |
| 28 décembre 1974 | Bulldogs de Mississippi State              | 26-24                        | Tar Heels de la Caroline du Nord        | 30 131                       |                              |
| 26 décembre 1975 | Panthers de Pittsburgh                     | 33-19                        | Jayhawks du Kansas                      | 33 240                       |                              |
| 2 janvier 1977   | Aggies de Texas A&M                        | 37-14                        | Gators de la Floride                    | 33 122                       |                              |
| 31 décembre 1977 | Cardinal de Stanford                       | 24-14                        | Tigers de LSU                           | 31 318                       |                              |
| 23 décembre 1978 | Longhorns du Texas                         | 42-0                         | Terrapins du Maryland                   | 33 122                       |                              |
| 22 décembre 1979 | Huskies de Washington                      | 14-07                        | Longhorns du Texas                      | 33 412                       |                              |
| 27 décembre 1980 | Cornhuskers du Nebraska                    | 31-17                        | Bulldogs de Mississippi State           | 34 273                       |                              |
| 26 décembre 1981 | Sooners de l'Oklahoma                      | 40-14                        | Cougars de Houston                      | 33 816                       |                              |
| 25 décembre 1982 | Tar Heels de la Caroline du Nord           | 26-10                        | Longhorns du Texas                      | 31 359                       |                              |
| 24 décembre 1983 | Crimson Tide de l'Alabama                  | 28-07                        | Mustangs de SMU                         | 41 412                       |                              |
| 22 décembre 1984 | Terrapins du Maryland                      | 28-27                        | Volunteers du Tennessee                 | 50 126                       |                              |
| 28 décembre 1985 | Wildcats de l'Arizona                      | 13-13                        | Bulldogs de la Géorgie                  | 52 203                       |                              |
| 25 décembre 1986 | Crimson Tide de l'Alabama                  | 28-06                        | Huskies de Washington                   | 48 722                       |                              |
| 25 décembre 1987 | Cowboys d'Oklahoma State                   | 35-33                        | Mountaineers de la Virginie-Occidentale | 43 240                       |                              |
| 24 décembre 1988 | Crimson Tide de l'Alabama                  | 29-28                        | Black Knights de l'Army                 | 48 719                       |                              |
| 30 décembre 1989 | Panthers de Pittsburgh                     | 31-28                        | Aggies de Texas A&M                     | 44 887                       |                              |
| 31 décembre 1990 | Spartans de Michigan State                 | 17-16                        | Trojans de l'USC                        | 50 562                       |                              |
| 31 décembre 1991 | Bruins de l'UCLA                           | 06-03                        | Fighting Illini de l'Illinois           | 42 281                       |                              |
| 31 décembre 1992 | Bears de Baylor                            | 20-15                        | Wildcats de l'Arizona                   | 41 622                       |                              |
| 24 décembre 1993 | Sooners de l'Oklahoma                      | 41-10                        | Red Raiders de Texas Tech               | 43 848                       |                              |
| 30 décembre 1994 | Longhorns du Texas                         | 35-31                        | Tar Heels de la Caroline du Nord        | 50 612                       |                              |
| 29 décembre 1995 | Hawkeyes de l'Iowa                         | 38-18                        | Huskies de Washington                   | 49 116                       |                              |
| 31 décembre 1996 | Cardinal de Stanford                       | 38-0                         | Spartans de Michigan State              | 42 721                       |                              |
| 31 décembre 1997 | Sun Devils d'Arizona State                 | 17-07                        | Hawkeyes de l'Iowa                      | 49 104                       |                              |
| 31 décembre 1998 | Horned Frogs de TCU                        | 28-19                        | Trojans de l'USC                        | 46 612                       |                              |
| 31 décembre 1999 | Ducks de l'Oregon                          | 24-20                        | Golden Gophers du Minnesota             | 48 757                       |                              |
| 29 décembre 2000 | Badgers du Wisconsin                       | 21-20                        | Bruins de l'UCLA                        | 49 093                       | Statistiques                 |
| 31 décembre 2001 | Cougars de Washington State                | 33-27                        | Boilermakers de Purdue                  | 47 812                       | Statistiques                 |
| 31 décembre 2002 | Boilermakers de Purdue                     | 34-24                        | Huskies de Washington                   | 48 917                       | Statistiques                 |
| 31 décembre 2003 | Golden Gophers du Minnesota                | 31-30                        | Ducks de l'Oregon                       | 49 894                       | Statistiques                 |
| 31 décembre 2004 | Sun Devils d'Arizona State                 | 27-23                        | Boilermakers de Purdue                  | 51 288                       | Statistiques                 |
| 30 décembre 2005 | Bruins de l'UCLA                           | 50-38                        | Wildcats de Northwestern                | 50 426                       | Statistiques                 |
| 29 décembre 2006 | Beavers d'Oregon State                     | 39-38                        | Tigers du Missouri                      | 48 732                       | Statistiques                 |
| 31 décembre 2007 | Ducks de l'Oregon                          | 56-21                        | Bulls de South Florida                  | 49 867                       | Statistiques                 |
| 31 décembre 2008 | Beavers d'Oregon State                     | 03-0                         | Panthers de Pittsburgh                  | 49 037                       | Statistiques                 |
| 31 décembre 2009 | Sooners de l'Oklahoma                      | 31-27                        | Cardinal de Stanford                    | 53 713                       | Statistiques                 |
| 31 décembre 2010 | Fighting Irish de Notre Dame               | 33-17                        | Hurricanes de Miami                     | 54 021                       | Note - Statistiques          |
| 31 décembre 2011 | Utes de l'Utah                             | 30ET27                       | Yellow Jackets de Georgia Tech          | 48 123                       | Statistiques                 |
| 31 décembre 2012 | Yellow Jackets de Georgia Tech             | 21-07                        | Trojans de l'USC                        | 47 922                       | Statistiques                 |
| 31 décembre 2013 | Bruins de l'UCLA                           | 42-12                        | Hokies de Virginia Tech                 | 47 912                       | Statistiques                 |
| 27 décembre 2014 | #15 Sun Devils d'Arizona State (10-3)      | 36-31                        | Blue Devils de Duke (9-4)               | 47 809                       | Note                         |
| 26 décembre 2015 | Cougars de Washington State                | 20-14                        | Hurricanes de Miami                     | 41 180                       | Note                         |
| 30 décembre 2016 | #18 Cardinal de Stanford (9–3)             | 25-21                        | Tar Heels de la Caroline du Nord (8–4)  | 42 166                       | Note                         |
| 29 décembre 2017 | #24 Wolfpack de North Carolina State (9–4) | 52-31                        | Sun Devils d'Arizona State (7–6)        | 39 897                       | Note                         |
| 31 décembre 2018 | Cardinal de Stanford (8-4)                 | 14-13                        | Panthers de Pittsburgh (7-6)            | 40 680                       | Note                         |
| 31 décembre 2019 | Sun Devils d'Arizona State (7-5)           | 20-14                        | Seminoles de Florida State (6-6)        | 42 412                       | Note                         |
| 2020             | Annulé en raison du Covid-19               | Annulé en raison du Covid-19 | Annulé en raison du Covid-19            | Annulé en raison du Covid-19 | Annulé en raison du Covid-19 |
| 31 décembre 2021 | Chippewas de Central Michigan (8-4)        | 24-21                        | Cougars de Washington State (7-5)       | 34 540                       | Note                         |
| 31 décembre 2021 | Panthers de Pittsburgh                     | 55 - 53                      | #18 Bruins de l'UCLA                    | 41 104                       | Note                         |

## Statistiques par Équipes
M.à.j. le 31 décembre 2022
| Rang | Équipes                     | Apparitions | G-(N)-P |
| ---- | --------------------------- | ----------- | ------- |
| 1    | Texas Tech Red Raiders      | 9           | 1–8     |
| 2    | UTEP Miners                 | 8           | 5–3     |
| 3    | Arizona State Sun Devils    | 7           | 4–(1)–2 |
| 4    | Stanford Cardinals          | 5           | 4–1     |
| 5    | UCLA Bruins                 | 5           | 3–2     |
| 6    | North Carolina Tar Heels    | 5           | 2–3     |
| 7    | Pittsburgh Panthers         | 4           | 4–1     |
| 8    | Oregon Ducks                | 4           | 3–1     |
| 9    | Texas Longhorns             | 4           | 2–2     |
| 10   | Hardin-Simmons Cowboys      | 4           | 1–(2)–1 |
| 11   | Washington Huskies          | 4           | 1-3     |
| 12   | Alabama Crimson Tide        | 3           | 3–0     |
| 12   | Oklahoma Sooners            | 3           | 3–0     |
| 12   | Wyoming Cowboys             | 3           | 3–0     |
| 15   | New Mexico State Aggies     | 3           | 2–1     |
| 15   | Georgia Tech Yellow Jackets | 3           | 2–1     |
| 15   | West Virginia Mountaineers  | 3           | 2–1     |
| 18   | Georgia Bulldogs            | 3           | 1–(1)–1 |
| 19   | New Mexico Lobos            | 3           | 1–2     |
| 19   | Purdue Boilermakers         | 3           | 1–2     |
| 21   | Arizona Wildcats            | 3           | 0–(2)–1 |
| 22   | USC Trojans                 | 3           | 0–3     |
| 23   | Washington State Cougars    | 2           | 1–1     |
| 24   | Central Michigan Chippewas  | 1           | 1–0     |
| 24   | NC State Wolfpack           | 1           | 1–0     |
| 26   | Duke Blue Devils            | 1           | 0–1     |
| 26   | Florida State Seminoles     | 1           | 0–1     |
| 26   | Miami Hurricanes            | 1           | 0–1     |

## Meilleurs joueurs (MVPs)
M.à.j. le 31 décembre 2022
| Saisons | Joueurs            | Équipes           | Postes |
| ------- | ------------------ | ----------------- | ------ |
| 1950    | Harvey Gabrel      | UTEP              | HB     |
| 1951    | Bill Cross         | West Texas State  | E      |
| 1952    | Junior Arteburn    | Texas Tech        | QB     |
| 1953    | Tom McCormick      | Pacific (Cal.)    | HB     |
| 1954    | Dick Shinaut       | UTEP              | QB     |
| 1955    | Jesse Whittenton   | UTEP              | QB     |
| 1956    | Jim Crawford       | Wyoming           | HB     |
| 1957    | Claude Austin      | George Washington | RB     |
| 1958    | Ken Porco          | Louisville        | RB     |
| 1958    | Leonard Kucewski   | Wyoming           | G      |
| 1959    | Charley Johnson    | New Mexico State  | QB     |
| 1960    | Charley Johnson    | New Mexico State  | QB     |
| 1961    | Billy Joe          | Villanova         | FB     |
| 1962    | Jerry Logan        | West Texas State  | HB     |
| 1963    | Bob Berry          | Oregon            | QB     |
| 1964    | Preston Ridlehuber | Georgia           | QB     |
| 1965    | Billy Stevens      | UTEP              | QB     |
| 1966    | Jim Kiick          | Wyoming           | TB     |
| 1967    | Billy Stevens      | UTEP              | QB     |
| 1968    | Buddy McClinton    | Auburn            | QB     |
| 1969    | Paul Rogers        | Nebraska          | HB     |
| 1970    | Rock Perdoni       | Georgia Tech      | DT     |
| 1971    | Bert Jones         | LSU               | QB     |
| 1972    | George Smith       | Texas Tech        | HB     |
| 1973    | Ray Bybee          | Missouri          | FB     |
| 1974    | Terry Vitrano      | Mississippi State | FB     |
| 1975    | Robert Haygood     | Pittsburgh        | QB     |
| 1976    | Tony Franklin      | Texas A&M         | K      |
| 1977    | Charles Alexander  | LSU               | TB     |
| 1978    | Johnny "Lam" Jones | Texas             | RB     |
| 1979    | Paul Skansi        | Washington        | WR     |
| 1980    | Jeff Quinn         | Nebraska          | QB     |
| 1981    | Darrell Shepard    | Oklahoma          | QB     |
| 1982    | Ethan Horton       | North Carolina    | TB     |
| 1983    | Walter Lewis       | Alabama           | QB     |
| 1984    | Rick Badanjek      | Maryland          | FB     |
| 1985    | Max Zendejas       | Arizona           | K      |
| 1986    | Cornelius Bennett  | Alabama           | DE     |
| 1987    | Thurman Thomas     | Oklahoma State    | RB     |

| Saisons | Joueurs                           | Équipes                           | Postes                            |
| ------- | --------------------------------- | --------------------------------- | --------------------------------- |
| 1988    | David Smith                       | Alabama                           | QB                                |
| 1989    | Alex Van Pelt                     | Pittsburgh                        | QB                                |
| 1990    | Courtney Hawkins                  | Michigan State                    | WR                                |
| 1991    | Arnold Ale                        | UCLA                              | LB                                |
| 1992    | Melvin Bonner                     | Baylor                            | WR                                |
| 1993    | Jerald Moore                      | Oklahoma                          | RB                                |
| 1994    | Priest Holmes                     | Texas                             | RB                                |
| 1995    | Sedrick Shaw                      | Iowa                              | RB                                |
| 1996    | Chad Hutchinson                   | Stanford                          | QB                                |
| 1997    | Mike Martin                       | Arizona State                     | RB                                |
| 1998    | Basil Mitchell                    | TCU                               | TB                                |
| 1999    | Billy Cockerham                   | Minnesota                         | QB                                |
| 2000    | Freddie Mitchell                  | UCLA                              | WR                                |
| 2001    | Lamont Thompson                   | Washington State                  | S                                 |
| 2002    | Kyle Orton                        | Purdue                            | QB                                |
| 2003    | Samie Parker                      | Oregon                            | WR                                |
| 2004    | Sam Keller                        | Arizona State                     | QB                                |
| 2005    | Kahlil Bell                       | UCLA                              | RB                                |
| 2005    | Chris Markey                      | UCLA                              | RB                                |
| 2006    | Matt Moore                        | Oregon State                      | QB                                |
| 2007    | Jonathan Stewart                  | Oregon                            | RB                                |
| 2008    | Victor Butler                     | Oregon State                      | DE                                |
| 2009    | Ryan Broyles                      | Oklahoma                          | WR                                |
| 2010    | Michael Floyd                     | Notre Dame                        | WR                                |
| 2011    | John White IV                     | Utah                              | RB                                |
| 2012    | Rod Sweeting                      | Georgia Tech                      | CB                                |
| 2013    | Brett Hundley                     | UCLA                              | QB                                |
| 2013    | Jordan Zumwalt                    | UCLA                              | LB                                |
| 2014    | Demario Richard                   | Arizona State                     | RB                                |
| 2015    | Luke Falk                         | Washington Statye                 | QB                                |
| 2016    | Solomon Thomas                    | Stanford                          | DE                                |
| 2017    | Nyheim Hines                      | NC State                          | RB                                |
| 2018    | Cameron Scarlett                  | Stanford                          | RB                                |
| 2019    | Jayden Daniels                    | Arizona State                     | QB                                |
| 2020    | Bowl annulé en raison du Covid-19 | Bowl annulé en raison du Covid-19 | Bowl annulé en raison du Covid-19 |
| 2021    | Lew Nichols III                   | Central Michigan                  | RB                                |
| 2021    | Rodney Hammond Jr.                | Pittsburgh                        | RB                                |